# HiROMi (モデル)
HiROMi（ヒロミ、1990年3月21日 - ）は、日本のファッションモデル、およびDJ。身長163センチメートル、スリーサイズ81-58-83。血液型A型。フィリピン出身で、本名を“新畑 博美”（しんはた ひろみ）といい、中性的な雰囲気とボーイッシュな風貌をもって知られた。

## 経歴

### モデル
2005年から2007年までのおよそ2年間にわたる『egg〔エッグ〕』の専属モデルとしての活動を経て、2007年から『Happie nuts〔ハピーナッツ〕』の専属モデルへ。そうしたなかで109-2の広告塔や、ジャングルビート、米国発の化粧品ブランド『M·A·C〔Make-up Art Cosmetics〕』、『ブチアゲ♂トランス』の第3弾CDなどの広告に登場。

### 音楽
モデル活動の傍ら14歳のときからDJの活動を行い、のちにはLil'Bの専属バックDJも担った。2007年頃から“DJ REIKA”名義で自身のサイケトランス系のCDを発売している。『Psy-Trance Queen』（2007年4月）や『Psy-Trance Queen Vol.2: Hagane』（2007年12月）などがそうである。

## 私生活
2011年度4月号の『Happie nuts』誌上で自身が同性愛者すなわちレズビアンであることを公表。AURA（アウラ）という名の女性モデルとの交際関係を明かしたうえで、セミヌード姿の彼女とともに誌面に登場した。反響は多大なものであった。そうして広く知れ渡るに至った自身の同性愛であったが、これを初めて明かした相手は、過去に同じく『Happie nuts』誌に活動していたモデルの星あやであったという。AURAとの交際の様子はのちにも同誌の2012年度2月号にて話題とされるなどしている。